# St. Laurentius (Niederkalbach)

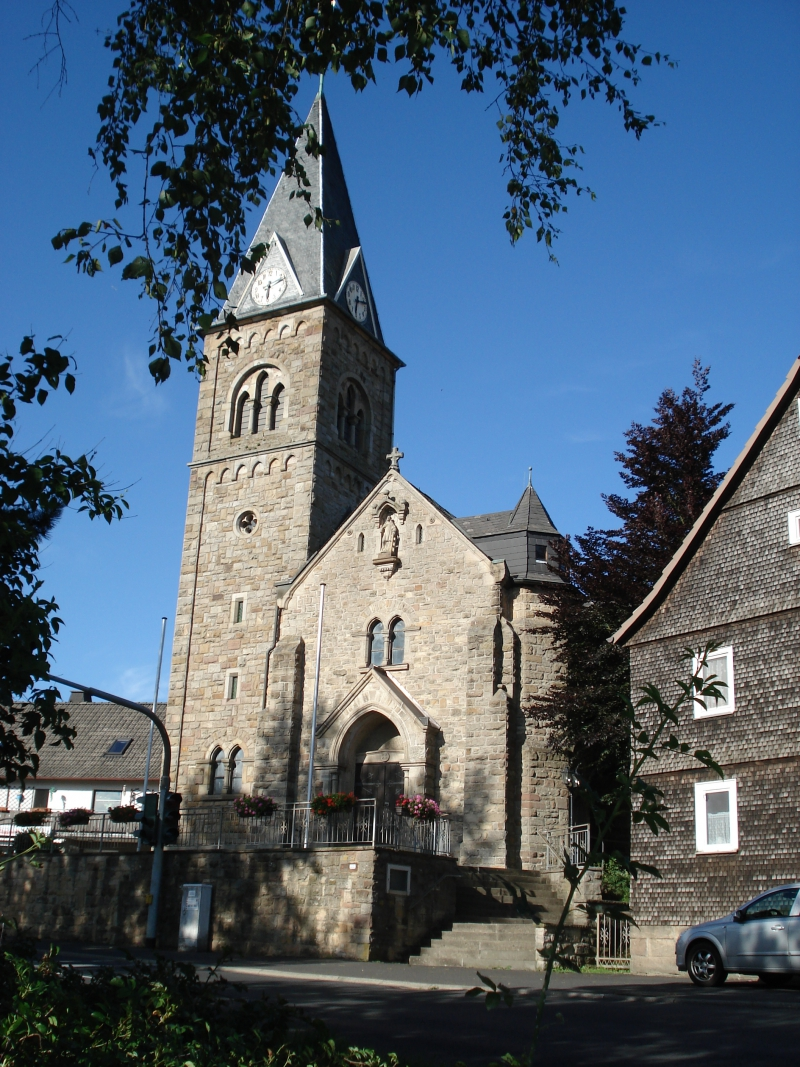
St. Laurentius in Niederkalbach

Die römisch-katholische Kirche St. Laurentius steht in Niederkalbach, einem Ortsteil der Gemeinde Kalbach im Landkreis Fulda, Hessen.

## Geschichte

### Vorgängerbauten
Vor der Errichtung der heutigen Kirche gab es in Niederkalbach an gleicher Stelle zwei belegte Vorgängerbauten. Die erste Kapelle aus dem Jahr 1447 war in das ehemalige Schloss integriert, das im 12. Jahrhundert erbaut wurde und Ende des 17. Jahrhunderts verfiel. Im Jahr 1765 wurde eine neue Kapelle im Fachwerkstil errichtet, die jedoch 1901 wegen baulicher Mängel geschlossen und schließlich abgebrochen wurde. Beide Kapellen trugen das Patrozinium des hl. Laurentius.

### Heutige Kirche
Das Langhaus der heutigen Kirche entstand 1907–1908 im Stil der Neugotik nach Entwurf des Wiesbadener Architekten Friedrich Leukart. Es bildet eine geostete dreischiffige Halle mit schmalen Seitenschiffen. Zunächst besaß das Kirchengebäude nur einen Dachreiter mit Geläut, erst 1928 wurde der Glockenturm angebaut. Nach der Erweiterung durch ein Querhaus in den Jahren 1976/1977 hat die Kirche den Grundriss eines Doppelkreuzes.
Das Kreuzgewölbe im Innenraum ist mit ringförmigen Schlusssteinen versehen sowie mit Rankenornamenten und gemalten Rippen verziert. Im Langhaus ist dieses Deckengewölbe auf sechs Pfeilern abgestützt.

### Pfarrliche Zugehörigkeit
Niederkalbach gehörte 1457 zur Pfarrei Flieden und kam 1582 zur Pfarrei Neuhof, bei der es bis 1925 blieb. Das Bistum Fulda erhob 1925 Niederkalbach zur selbstständigen Pfarrkuratie, die 2016 aufgehoben wurde. So ist die Kirche St. Laurentius heute eine Filialkirche der Pfarrei St. Kilian in Kalbach.

## Ausstattung

### Fenster
Alle Farbverglasungen der Kirche und der Sakristei wurden von Johannes Schreiter in Frankfurt am Main entworfen.

### Plastiken
Aus den beiden Vorgängerbauten sind folgende Holzplastiken erhalten:
- eine barocke Immaculata mit Zepter und Sternenkranz, auf einer Kugel mit Schlange stehend
- eine barocke Figur des hl. Rochus
- eine Darstellung des Letzten Abendmahls (als Kopie, das Original befindet sich im Dommuseum Fulda)
- eine barocke Laurentiusfigur

Eine weitere Laurentiusfigur und ein Vesperbild sind aus Steinguss. Hölzerne Figuren des hl. Josef, der hl. Elisabeth von Thüringen und des Herzens Jesu entstanden um 1900. Aus neuerer Zeit stammen eine Madonna mit Kind und die Figuren der hl. Barbara und des hl. Florian. Darüber hinaus wurde eine Darstellung des seligen Adolph Kolping angeschafft.

### Gemälde
Aus den Vorgängerkapellen sind Ölgemälde mit Darstellungen der hl. Theresa von Ávila und des hl. Wendelin erhalten. Die auf Kupferblech gemalten Bilder des Kreuzwegs mit Holzeinrahmung tragen auf dem letzten Stationsbild die Inschrift „W. Lötters Fulda 1912“.

### Altäre
Der Hochaltar besteht aus einer neuromanischen Sandstein-Mensa mit neugotischem, aus Holz gefertigtem Retabel. Der Zelebrationsaltar sowie der Ambo sind ebenfalls aus Sandstein gefertigt. Ein weiterer neuromanischer Altar steht unter dem Vesperbild im hinteren Teil des Langhauses. Das ursprüngliche Retabel des Hochaltars und die Kanzel wurden bei der Erweiterung 1976/1977 entfernt.

### Sonstiges
Im nördlichen Querhaus befindet sich ein großes hölzernes, um 1900 entstandenes Tatzenkreuz mit den vier Evangelistensymbolen. An der Rückwand neben dem Hauptportal ist eine Grabplatte aus dem Jahr 1569 angebracht, auf der die Darstellung eines Kindes zu sehen ist. Neben der Figur in faltenreichem Gewand und Halskrause sind die Buchstaben „VDMIE“ eingraviert (Verbum Domini manet in Aeternum = „Das Wort Gottes bleibt in Ewigkeit“ (Jes 40,8)). Die Wappen in den Ecken der Grabplatte stammen von den Familien Schenck zu Schweinsberg, von Breidenbach zu Breidenstein und Wais von Fauerbach.

### Orgel
Die Orgel aus der Werkstatt Gebrüder Späth in Ennetach von 1917 wurde bei der Erweiterung 1976 abgebaut und Pfeifenteile eingelagert. Das jetzige Instrument wurde 2007 durch Orgelbau Andreas Schmidt (Linsengericht) fertiggestellt, wobei auf erhaltenes Pfeifenmaterial der alten Späth-Orgel zurückgegriffen wurde. Die Orgel verfügt über mechanische Schleifladen und folgende deutsch-romantisch konzipierte Disposition:
| I Hauptwerk C–g3 |    |
| Principal        | 8′ |
| Holzgedeckt      | 8′ |
| Salicional       | 8′ |
| Octave           | 4′ |
| Flöte            | 4′ |
| Vorabzug         | 2′ |
| Mixture IV       | 2′ |

| II Schwellwerk C–g3 |        |
| Rohrgedeckt         | 8′     |
| Gamba               | 8′     |
| Aeoline             | 8′     |
| Vox coelestis       | 8′     |
| Gedeckt             | 4′     |
| Quinte              | 2 ⁄3′  |
| Flöte               | 2′     |
| Terz                | 1 3⁄5′ |
| Oboe                | 8′     |
| Tremulant           |        |

| Pedal C–f1 |     |
| Subbaß     | 16′ |
| Flöte      | 8′  |
| Gemshorn   | 4′  |

- Koppeln: II/I, I/P, II/P, Super II/P
- Spielhilfe: Plenum

### Geläut
Im fünfgeschossigen Glockenturm ist ein vierstimmiges Geläut angebracht, wovon drei Glocken von der Glockengießerei Otto (Bremen-Hemelingen) stammen. Vom 1928 angeschafften Geläut der Gießerei Petit & Gebr. Edelbrock ist lediglich die Laurentius-Glocke erhalten, da die anderen drei Glocken im Zweiten Weltkrieg für Rüstungszwecke eingeschmolzen wurden.
| Nr. | Name                  | Schlagton | Inschrift (mit Übersetzung)                                                                                         | Gussjahr |
| --- | --------------------- | --------- | --- | -------- |
| 1   | Christus-König-Glocke | d´        | + CHRISTUS KÖNIG + JESUM CHRISTUM REGEM REGUM VENITE ADOREMUS (Den König der Könige, kommt lasset uns anbeten)      | 1949     |
| 2   | Immaculata-Glocke     | f´        | + AVE MARIA GRATIA PLENA + (Gruß dir, Maria, voll der Gnade)                                                        | 1949     |
| 3   | Laurentius-Glocke     | g´        | SANCTE LAURENTI PATRONE NOSTRAE ECCLESIAE ORA PRO NOBIS (Heiliger Laurentius, Patron unserer Kirche, bitte für uns) | 1928     |
| 4   | Totenglocke           | a´        | + REQUIEM AETERNAM DONA EIS DOMINE + (Herr, gib ihnen die ewige Ruhe)                                               | 1949     |

Darüber hinaus befindet sich im Turm ein über 70 Jahre altes mechanisches Uhrwerk mit Viertelstundenschlag von Eduard Korfhage & Söhne, das noch funktionstüchtig ist. Inzwischen wurde dieses jedoch durch ein elektronisch gesteuertes Uhrwerk ersetzt.